# Golpe de Estado na Mauritânia em 1984
Golpe de Estado na Mauritânia em 1984 foi um golpe militar sem derramamento de sangue ocorrido na Mauritânia em 12 de dezembro de 1984. O golpe foi liderado pelo chefe do Estado-Maior do Exército, coronel Maaouya Ould Sid'Ahmed Taya, que tomou o poder na capital Nouakchott. O Presidente, Coronel Mohamed Khouna Ould Haidalla, estava fora do país.  Haidalla participava de uma cúpula franco-africana em Bujumbura, Burundi. Taya assumiu a presidência à frente do Comitê Militar para a Salvação Nacional (CMSN),  uma junta militar composta por 24 membros que foi criada após um golpe de Estado anterior em 1979.
Fontes de Nouakchott na época informaram que o golpe não causou perturbações e que as atividades comerciais mantiveram-se normais. Reforços militares foram postos perto das estações de rádio e de televisão e em alguns edifícios públicos. 
Depois de inicialmente ter voado para Brazzaville, República Popular do Congo, Haidalla retornou ao país um dia depois  e foi detido, permanecendo preso até 1988.